# Comuna Lipovu, Dolj
Lipovu este o comună în județul Dolj, Oltenia, România, formată din satele Lipovu (reședința) și Lipovu de Sus.

## Toponimie
Cătunul Lipovu a apărut pe hartă în Valea Teiului, toponim existent și astăzi în pădurea Radovanului. După Iorgu Iordan denumirea ar proveni de la slavonul Lipa, ("tei"), iar alte versiuni nu se justifică.

## Atestare documentară
Lipovu este încă din anul 1569. Numele îi vine de la pădurea de tei care înconjoară locul unde a existat așezarea inițială. Iorgu Iordan precizează etimologia slavonă a Lipovului de la Lipa - tei. Multe secole numele localității s-a referit la mai multe sate: Lipovu Românesc, Lipovu Români, Țuțuroaie, Lipovu de Sus. După 1815, când pe harta țării a apărut un alt sat și a trebuit să se facă deosebirea s-a utilizat numele Lipovu Români pentru satul mai vechi și Lipovu Ungureni pentru satul nou creat.
În actul de atestare este menționată și Mănăstirea de la Lipovu (pe locul căreia, în pădurea Schitul a Lipovului a fost amplasată o troiță în anul 2004), care peste 100 de ani va fi cunoscută ca cea mai renumită în sud-vestul (actual) județului Dolj. Necunoscându-se ctitorul, documentele au evidențiat pe Dobromir din Runcu, mare ban al Craiovei, pentru dania către mănăstire, dar și pe Dragomir din Plăviceni, ctitor al altei mănăstiri, din lemn, construită alături.

## Istoria Lipovului
Prima mențiune documentară privind localitatea Lipovu este datată 4 octombrie 1569 în vremea lui Alexandru Voievod: „Dă domnia mea această poruncă cinstitului și primului sfetnic al domniei mele Dobromir, mare ban al Craiovei, ca să-i fie ocină la Lipovu...”. Evidențierea în același document a unei mânăstiri confirmă popularea acestui ținut cu mult timp înaintea atestării. Documentele cercetate dau informații, în secolele XVI-XVIII, mai mult despre mânăstire decât despre viața locuitorilor din acest cătun. Ascendența activității monahale a făcut posibil ca în anul 1670 mânăstirea, independentă, să fie renumită în sudul Câmpiei Băileștilor. Apoi, subordonată Patriarhiei de la Ierusalim, prin reprezentanța acesteia Sf. Gheorghe din București și ulterior ca metoh al mânăstirii Căluiu, dar și datorită luptelor de acaparare din partea boierilor locali, mânăstirea Lipovu a început să decadă devenind schit. Ultimul călugar, Rafail, adus la schit în anul 1715 a murit necuminecat. Sub ocupația austriacă, între anii 1718-1739 cătunul Lipovu a fost depopulat, prilej pentru constituirea unuia nou prin reașezarea unei părți din populația pribeagă într-o nouă locație numită Lipovu Țuțuroaie (după numele moșiei), vechiul cătun fiind cunoscut sub numele de Lipovu Rumâni, Lipovu Români, Lipovu Românesc. În a doua jumătate a secolului al XVIII-lea populația a fost obligată să se strămute de pe moșiile proprietarilor Zătreanu (Lipovu Românesc) și Vlădăianu (Lipovu Țuțuroaie) pe cea a Mânăstirii Căluiu. Satul nou format s-a numit Lipovu Români. La începutul secolului al XIX-lea a apărut pe harta țării, peste Desnațui, un alt sat care s-a numit Lipovu Ungureni, în prezent, alias Satul Vechi. Cei ce s-au orientat pentru această poziție au fost românii de prin satele învecinate, cu precădere dinspre sud, ciobanii din zona Vaideeni - Novaci (așa zișii ciobani „ungureni”), dar și țigani dezrobiți. În anul 1857 a fost edificată clădirea bisericii ortodoxe, in prezent monument istoric, cu hramul „Sf. Mucenic Dimitrie și Arhanghel Ștefan”. În urma reformei agrare din anul 1864 au fost împroprietăriți 202 familii cu suprafața de 498 ha. În războiul de independență, din Lipovu au participat un număr de 13 tineri, dintre care eroul Marin Ilie a căzut la asaltul redutei Grivița II. În urma reformei „însurățeilor” din anul 1879 la est de Lipovu Ungureni s-au pus bazele unui nou sat, în care s-au așezat 135 familii de tineri căsătoriți proveniți din satele dinspre est, majoritatea din satul Curmătura, pe care primarul în funcție, Mihalache Popescu, l-a numit Calomfirești. Au fost împroprietăriți cu 684 ha. La începutul secolului al XX-lea Lipovu (fără cuvântul Ungureni) înglobând Calomfireștii, alias Satul Nou a devenit centrul de reședință al comunei, iar Lipovu Români denumit Lipovu de Sus, era sat dependent. În anul 1883 a început să funcționeze învățământul de stat, iar 3 ani mai târziu a fost construit, de Administrația Domeniilor Regale, localul de școală în care se afla și locuința învățătorului, în prezent, sediul Grădiniței de copii. După alți 2 ani, pe linia ce separă cele două sate a fost construit localul primăriei. În anul 1890 Administrația Domeniilor Regale a înființat o secție agricolă la Lipovu construindu-i sediu, în prezent Casa Romano Ker, înconjurat de pătule, magazii, ateliere și livadă de pomi. Pe fondul unui conflict iscat între Administrația Domeniilor Coroanei și locuitorii comunelor Șegarcea și Lipovu în Dealu Robului, pricina fiind situația viilor, în anul 1904 s-a desfășurat o răscoala declanșată de lipoveni, cu răsunet național. Cu toate măsurile luate, în anul 1907 și la Lipovu-Români au ars pătule, magazii, condici, au fost împușcati răsculați. În anul 1911 aceeași Administrație a edificat un nou local de școală cu patru săli de clasă și cancelarie. În Primul Război Mondial pe câmpurile de luptă și-au dat viața 115 eroi în frunte cu sublocotenentul Petre Mănărcescu. În memoria lor, un colectiv de inițiativă a amplasat în curtea bisericii un monument ce a fost, ulterior, înconjurat de cruci ale eroilor. Prin reforma agrară din anul 1922 din Domeniile Regale Șegarcea și proprietăți ale moșierilor expropriate, a fost repartizată pentru împroprietărirea lipovenilor suprafața de 1626 ha. În cel de-al Doilea Război Mondial alți 81 eroi lipoveni și-au jertfit viața pentru eliberarea patriei. Alți 271 țărani au fost împroprietăriți cu 241,50 ha, din terenurile expropiate, între anii 1945 - 1953. Pentru puțin timp însă, deoarece decretarea colectivizării agriculturii a dus la comasarea suprafeței agricole prin înființarea unor forme socialiste de proprietate comună numite întovărășiri agricole (1953 – 1959), gospodărie agricolă (1959-1965) sau cooperativă agricolă (1965). Între anii 1959 – 1989 în comună au fost inaugurate numeroase edificii: căminul cultural (1959) sediul C.A.P. (1971), în prezent sediul primăriei, magazinul universal (1971), dispensarul uman (1973), sediul poliției locale (1973), un nou local de școală cu 10 săli de clasă și 3 laboratoare (1970, 1982), a fost transferată agenția C.E.C. (1974), etc. Specific economiei agrare socialiste, au fost înființate o secție de mașini agricole, un sistem de irigații, o puternică bază zootehnică, o secție de produse ceramice, o bază de depozitare a produselor agricole.In anul 1912 a venit in Comuna Lipovu boierul Frantzia de origine Austro-Ungar.Descendenti fii Frank si Yoji. Acesta a inaugurat prima farmacie din sudul Olteniei,primul cinematograf si prima fabrica de tigla.Ei erau binecunoscuti ca oameni culti si religiosi. Ulterior regimul comunist a confiscat pe rand toata averea familiei.

## Date geografice
Așezarea geografică este determinată pe coordonatele pentru Lipovu, latitudine 44,10 și longitudine 23,6333 și pentru Lipovu de Sus longitudine 44,1166 și longitudine 23,6166.
Cotele topometrice față de nivelul mării sunt: în satul Lipovu 75 m, în Dealu Robului 176 m, iar cea mai joasă 57 m în Valea Rea. Dealu Robului face trecerea de la Podișul Getic la Câmpia Română.
Vecini sunt: la est - comuna Cerăt, la nord-nord-est - comuna Segarcea, la nord - comuna Radovan, la vest - comuna Întorsura și la sud - comuna Giurgița.
Cele mai apropiate orașe sunt Segarcea, la distanța de 19 km, spre est și Craiova la distanța de 37 km, spre nord.
Comua Lipovu este compusă din două sate: Lipovu, sat de reședință și Lipovu de Sus.
Clima este temperat-continentală, de câmpie, cu temperatura medie anuală de 11 grade Celsius. Precipitațiile medii anuale sunt cuprinse între 500 – 550 mm. Apele freatice se află, în medie, la 10 m.
Suprafața intravilană a comunei este de 241,85 ha cu un procent locuibil de 75 %.
Descoperirile arheologice materializate prin topoare din piatră slefuită și perforată din neolitic, vase de ceramică din neolitic, o cetate de pământ datată din anul 900 î.Hr. și alta dacică, tezaurul numismatic aflat în depozitul Muzeului de istorie al Olteniei, alte mărturii aflate, până în anul 1990, în muzeul local sunt dovezi ale viețuirii oamenilor pe aceste meleaguri din vremuri antice.
Silvostepa ce a dominat aceste întinderi în secolul al XVI-lea a fost defrișată și cultivată. Au mai rămas 226 ha de padure în care întâlnim specii de stejar, ulm, frasin, cer, pin, brad, salcâm și altele. Suprafețele de teren arabil s-au extins în fiecare secol ajungând în anul 1910 la 5891 ha, iar în anul 2002 la 4076 ha, din care 2995 ha teren arabil, 313 ha vie, 245 ha pășuni și 523 ha neagricole. Solurile sunt cernoziomuri levigate, soluri brune aluviale, frecvent gleizate.

## Demografie
Componența etnică a comunei Lipovu
     Români (59,73%)
     Romi (28,43%)
     Alte etnii (0%)
     Necunoscută (11,85%)
Componența confesională a comunei Lipovu
     Ortodocși (87,22%)
     Alte religii (0,94%)
     Necunoscută (11,85%)
Conform recensământului efectuat în 2021, populația comunei Lipovu se ridică la 3.208 locuitori, în scădere față de recensământul anterior din 2011, când fuseseră înregistrați 3.313 locuitori. Majoritatea locuitorilor sunt români (59,73%), cu o minoritate de romi (28,43%), iar pentru 11,85% nu se cunoaște apartenența etnică. Din punct de vedere confesional, majoritatea locuitorilor sunt ortodocși (87,22%), iar pentru 11,85% nu se cunoaște apartenența confesională.

## Politică și administrație
Comuna Lipovu este administrată de un primar și un consiliu local compus din 13 consilieri. Primarul, Silviu-Cosmin Mateucă[*], de la Partidul Social Democrat, este în funcție din 1 noiembrie 2024. Începând cu alegerile locale din 2024, consiliul local are următoarea componență pe partide politice:
|  | Partid                          | Consilieri | Componența Consiliului | Componența Consiliului | Componența Consiliului | Componența Consiliului | Componența Consiliului | Componența Consiliului | Componența Consiliului | Componența Consiliului |
|  | ------------------------------- | ---------- | ---------------------- | ---------------------- | ---------------------- | ---------------------- | ---------------------- | ---------------------- | ---------------------- | ---------------------- |
|  | Partidul Social Democrat        | 8          |                        |                        |                        |                        |                        |                        |                        |                        |
|  | Partidul Național Liberal       | 3          |                        |                        |                        |                        |                        |                        |                        |                        |
|  | Alianța pentru Unirea Românilor | 2          |                        |                        |                        |                        |                        |                        |                        |                        |

### Evoluție istorică
Populația comunei a cunoscut evoluții ascendente, dar și descendente. Astfel, dacă în anul 1838 erau 166 de gospodării cu 833 de suflete, în anul 1900 erau 439 de gospodării cu 1888 locuitori, în anul 1956 comuna număra 1158 de gospodării cu 3751 locuitori, iar în anul 1966 populația era de 3883 de locuitori. Apoi, urmare a cuprinderii tuturor absolvenților de școală în licee, școli profesionale și de ucenici, dar și a deplasării tinerilor, izgoniți de relațiile de producție socialiste din agricultura colectivistă către industria de construcții, transporturi, petrolieră și minieră, populația s-a redus ajungând în anul 1977 la 3757 locuitori, dintre care 559 erau țigani, adăpostiți în 1153 de locuințe. Până în anul 1989 sporul de natalitate datorat țiganilor era de +30 - +20 %. După revoluție, comuna are o populație îmbătrânită. Plecarea tinerilor, în majoritate țigani, în țările europene se reflectă în descreșterea populației care a ajuns în anul 2004 la 3260 locuitori, iar in anul 2006 la 2917 locuitori.

## Economia
Subsolul comunei evidențiează prezența unor mari depozite de nisipuri sub 3 mm, argilă, dar și gaze naturale insuficient cercetate.
Printre sate curge pârâul Desnățui care asigură, printre altele, apa pentru sistemul local de irigații. Încă două sisteme, unul județean și altul național fac posibilă irigarea suprafeței de 2048 ha.
Ocupația de bază a lipovenilor, de-a lungul timpurilor, a fost agricultura în care cultura mare de grâu, porumb, mei, orz, struguri și ulterior, floarea soarelui au fost predominante. Daca ținem cont de poziția aleasă de intâistătăori nu putem omite apicultura, dar nici prelucrarea lutului, aflat din belșug în Dealu Robului și dovedită de produsele ceramice descoperite sau fabricate în secolul trecut. Creșterea animalelor a fost o ocupație permanentă.
În anul 1932 Administratia Domeniilor Regale a pus în funcțiune o secție de fabricat țiglă care după 1962 a fost modernizată și profilată pe țiglă, cărămidă, sobincă și cahle de teracotă, în prezent conservată.

## Învățământul
Învățământul a avut o ascensiune continuă ca formă și ca populație până în anul 1989. Elevii au absolvit școala primară, școala elementară, dar și treapta I de liceu. Activitatea cultural-artistică s-a desfășurat în cadrul căminului cultural, bibliotecii comunale, cinematografului (existent între anii 1959 – 1989) și muzeului local (existent între anii 1979 – 1989). Cultul religios este predominant ortodox.

## Comunicațiile
Comunicațiile sunt asigurate de căile rutiere modernizate DC 5 via Radovan, sau via Segarcea, de calea ferată Craiova – Calafat cu legătură la stația halta Dealu Robului.